# Кюстендил (1934 – 1941)
Вестник „Кюстендил“ (подзаглавие: Пауталия-Велбужд-Константинова баня) е български двуседмичен вестник, издаван в гр.Кюстендил.
Вестникът излиза от 20 август 1934 г. до 411 юли 1941 г. Редактор е кюстендилският адвокат Стоян Йовев. Публикува материали за природните забележителности на града, културния живот, краеведски материали и реклами. От началото на 1941 г. излиза за кратко под името „Кюстендилски вести“. Печата се от Печатница „Зора“ в Кюстендил. Тираж 1000 – 2000 броя.